# Castillo de Satu Mare

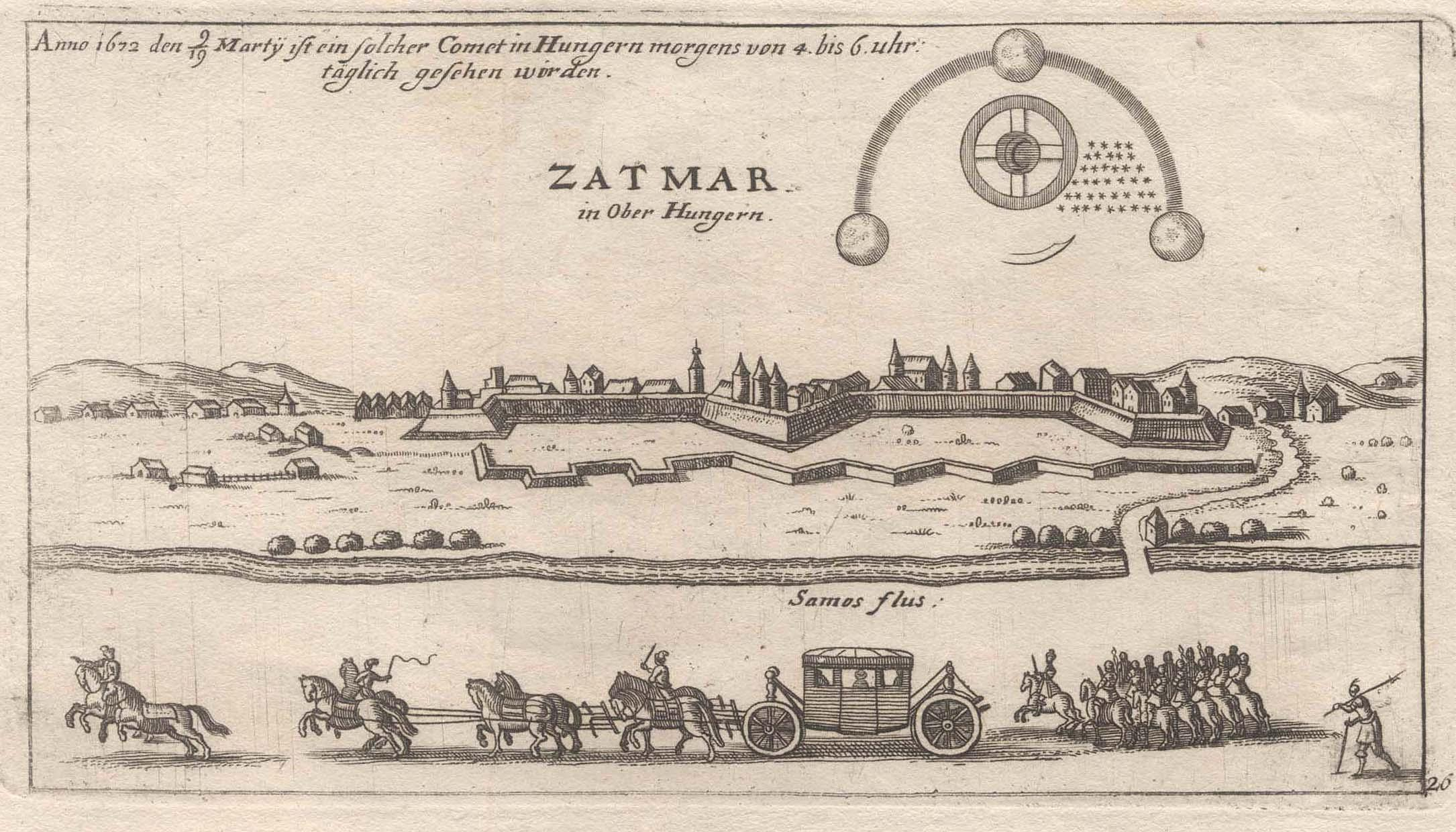
Castillo de Satu Mare en 1662.

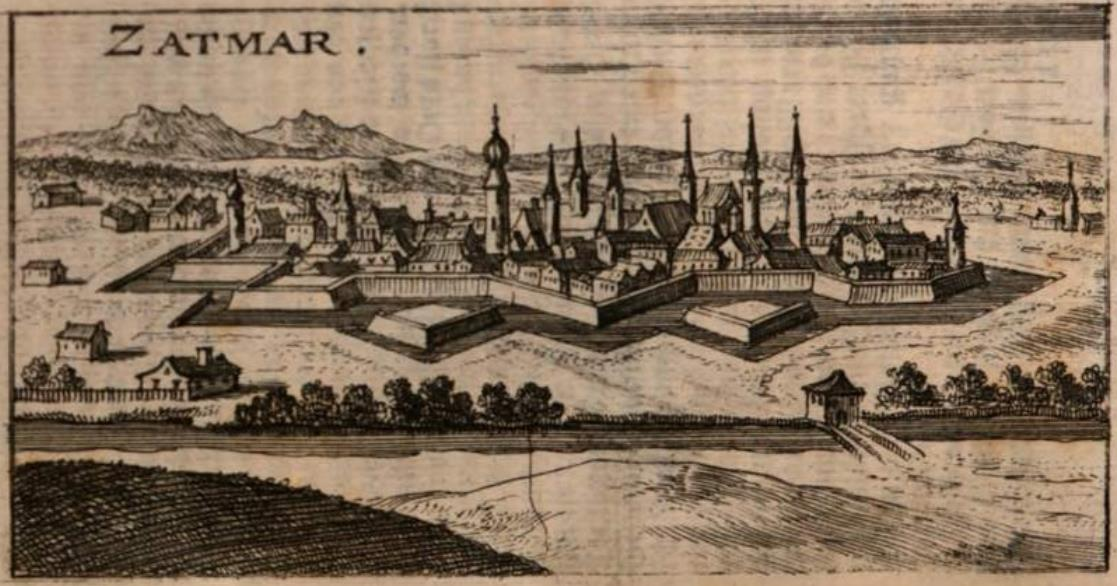
Castillo en una ilustración de 1688.

El castillo de Szátmar (en húngaro: Szatmári vár) o castillo de Satu Mare se hallaba en el centro de Satu Mare en Rumanía y no queda ningún resto de él en la actualidad.

## Descripción
Hoy en día, la fortaleza fronteriza de Satu Mare solo se puede conocer a partir de los planos de planta preparados por ingenieros militares italianos. Fue diseñado por reconocidos arquitectos militares, entre ellos los hermanos Baldigara: Ottavio y Giulio, y Cesare Porta. La fortaleza pentagonal regular estaba protegida por un bastión italiano en sus esquinas. Se accedía a ella por dos puertas, con un gran alojamiento militar y depósitos de alimentos y municiones en su patio. Las defensas exteriores del fuerte fronterizo también se fueron construyendo gradualmente.
Los restos del castillo que aparecen durante las construcciones en la ciudad atestiguan que los cimientos hechos en el suelo acuoso fueron colocados sobre bloques de piedra más grandes y algunas hileras de ladrillos por los constructores de la época. No se han llevado a cabo investigaciones arqueológicas más amplias para conocer el castillo de Satu Mare con mayor precisión.

## Historia
La zona ha estado habitada desde la antigüedad, y en su lugar se han encontrado los restos de un antiguo castillo de tierra. Según los datos encontrados, el constructor del primer castillo de Satu Mare, ubicado en un extremos del antiguo pantano de Ecsedi, podría haber sido el rey Esteban I, con la intención de proteger su frontera durante la fundación del estado. que pudo haber sido uno de los primeros castillos de ispán construidos alrededor del año 1000.
De 1217 a 1230 era designado como "fortaleza real" (Castrum Regium) en los diplomas, lo que es prueba de que ya existía una fortaleza aquí. En 1230 el rey Andrés II  dio libertades a los nobles de Satu Mare que habían llegado a Hungría con la reina Gisela. En 1241, los tártaros destruyeron el castillo, la ciudad y el burgo alemán situado al otro lado del Someș fueron destruidos.
En 1261 se estableció aquí la corte del hijo del rey Bela IV, el futuro Esteban V que se había rebelado en Transilvania contra su padre. En 1264, Esteban. emitió una carta de libertad para los ciudadanos de Szatmár y Németi, el asentamiento alemán.
En 1330, los habitantes de Németi se mencionan en cartas, como cazadores reales. En 1411, durante un tiempo, Satu Mare, junto con varias otras ciudades, fue propiedad del déspota serbio Jorge Brankovic.
En 1543, el rey Fernando I entregó Szatmár y Németi a los Báthory: al padre del cardenal Andrés Báthory, Cristóbal Báthory y a Esteban Báthory, quienes construyeron un castillo bien fortificado en una isla del río Someš. Posteriormente, el castillo fue ocupado por Juan Segismundo de Zápolya. En 1558, la reina Isabela (viuda de Juan I), tutora de Juan Segismundo, eximió a los residentes de Szatmár y Németi del pago de derechos de aduana. Menyhért Balassa (1511-1568) fue nombrado capitán y se le asignó Satu Mare como residencia para su resistencia contra los otomanos. Sin embargo, Menyhért Balassa ocupó el castillo en nombre de Fernando de Habsburgo, colocando a la guarnición de su lado.
Juan Segismundo sitió Satu Mare con ayuda turca, pero fracasó debido al coraje del capitán Ferenc Zay. Sin embargo, en 1565, mientras Menyhért Balassa Menyhert combatía con sus tropas alrededor de Košice, Esteban Báthory, sorprendiendo a la guarnición soldados del castillo, logró recuperarlo.
En 1565, Lazarus von Schwendi y Andrés Báthory se dispusieron con gran fuerza a recuperar el castillo, Esteban Báthory prendió fuego al castillo al ver al ejército que se acercaba y lo abandonó. Lazarus von Schwendi accedió fácilmente al castillo, lo ocupó y reconstruyó sus fortificaciones. El castillo pentagonal de Satu Mare fue construido entre 1569 y 1573 según los planos de Giulio Baldigara.
En 1622 el castillo pasó a ser propiedad de Gábor Bethlen por la paz de Nikolsburg con Fernando II. En 1657, Satu Mare ya era propiedad de los Rákóczi, siendo gravemente dañada por los polacos.
En 1668, Leopoldo I obligó a los nobles que vivían en Satu Mare a pagar impuestos y mantener soldados. A principios de ese año, el conde Ferenc Nádasdy se quejó ante el juez de los embargos de la guardia militar alemana del castillo de Satu Mare y le pidió al juez que cambiara la guardia a húngara.
En 1669, la nobleza desesperada y los defensores del cercano castillo de Aranyosmeggyes, alentados por Anna Lónyai, dueña del castillo, atacaron a la guardia alemana del castillo de Satu Mare, mientras estos se dirigían a saquear.
En 1680, Miguel Apafi I sitió a veinticuatro mil turcos, transilvanos y montañeses sin éxito. En 1682 el castillo cayó en manos de Imre Thököly, pero en 1684 sus soldados lo entregaron a los ejércitos de Leopoldo I. En 1686, el comandante imperial Antonio Caraffa organizó su residencia en Satu Mare y gravó severamente la ciudad. En 1705 y 1706 Rákóczi ordenó infructuosamente la demolición del castillo. Finalmente, en 1711 Sándor Károlyi lo quemó.
El castillo fue completamente destruido y no hay rastro de él hoy, aunque se hallan vestigios de él durante construcciones en el centro de la ciudad.